# Cratoplastis catherinae
Cratoplastis catherinae là một loài bướm đêm thuộc phân họ Arctiinae, họ Erebidae.